# Andreas Linger
Andreas Linger (Hall in Tirol, 31 de mayo de 1981) es un deportista austríaco que compitió en luge en la modalidad doble. Compitió al lado de su hermano Wolfgang.
Participó en cuatro Juegos Olímpicos de Invierno, entre los años 2002 y 2014, obteniendo en total tres medallas, oro en Turín 2006, oro en Vancouver 2010 y plata en Sochi 2014.
Ganó cinco medallas en el Campeonato Mundial de Luge entre los años 2003 y 2013, y siete medallas en el Campeonato Europeo de Luge entre los años 2004 y 2014.

## Palmarés internacional
| Juegos Olímpicos   | Juegos Olímpicos     | Juegos Olímpicos  | Juegos Olímpicos |
| Año                | Lugar                | Medalla           | Prueba           |
| ------------------ | -------------------- | ----------------- | ---------------- |
| 2006               | Turín (Italia)       | Medalla de oro    | Doble            |
| 2010               | Vancouver (Canadá)   | Medalla de oro    | Doble            |
| 2014               | Sochi (Rusia)        | Medalla de plata  | Doble            |
| Campeonato Mundial |                      |                   |                  |
| Año                | Lugar                | Medalla           | Prueba           |
| 2003               | Sigulda (Letonia)    | Medalla de oro    | Doble            |
| 2003               | Sigulda (Letonia)    | Medalla de bronce | Equipo           |
| 2011               | Cesana (Italia)      | Medalla de oro    | Doble            |
| 2012               | Altenberg (Alemania) | Medalla de oro    | Doble            |
| 2013               | Whistler (Canadá)    | Medalla de bronce | Doble            |
| Campeonato Europeo |                      |                   |                  |
| Año                | Lugar                | Medalla           | Prueba           |
| 2004               | Oberhof (Alemania)   | Medalla de bronce | Doble            |
| 2004               | Oberhof (Alemania)   | Medalla de bronce | Equipo           |
| 2008               | Cesana (Italia)      | Medalla de plata  | Doble            |
| 2008               | Cesana (Italia)      | Medalla de plata  | Equipo           |
| 2010               | Sigulda (Letonia)    | Medalla de oro    | Doble            |
| 2010               | Sigulda (Letonia)    | Medalla de plata  | Equipo           |
| 2014               | Sigulda (Letonia)    | Medalla de bronce | Doble            |